# Сток-Кангрі
Сток-Кангрі (англ. Stok Kangri, висота 6137 м н.р.м.) — найвища гора Стоцького хребта Гімалаїв, знаходиться в Ладакху, Індія. Пік розташований в зоні Хеміського національного парку, в 12 км на південний захід від села Сток (3610 м) і в 24 км на південний захід від ладакхської столиці — Леха. Незважаючи на висоту, Сток-Кангрі досить простий у підкоренні і часто використовується для тренувань перед завоюваннями інших вершин.

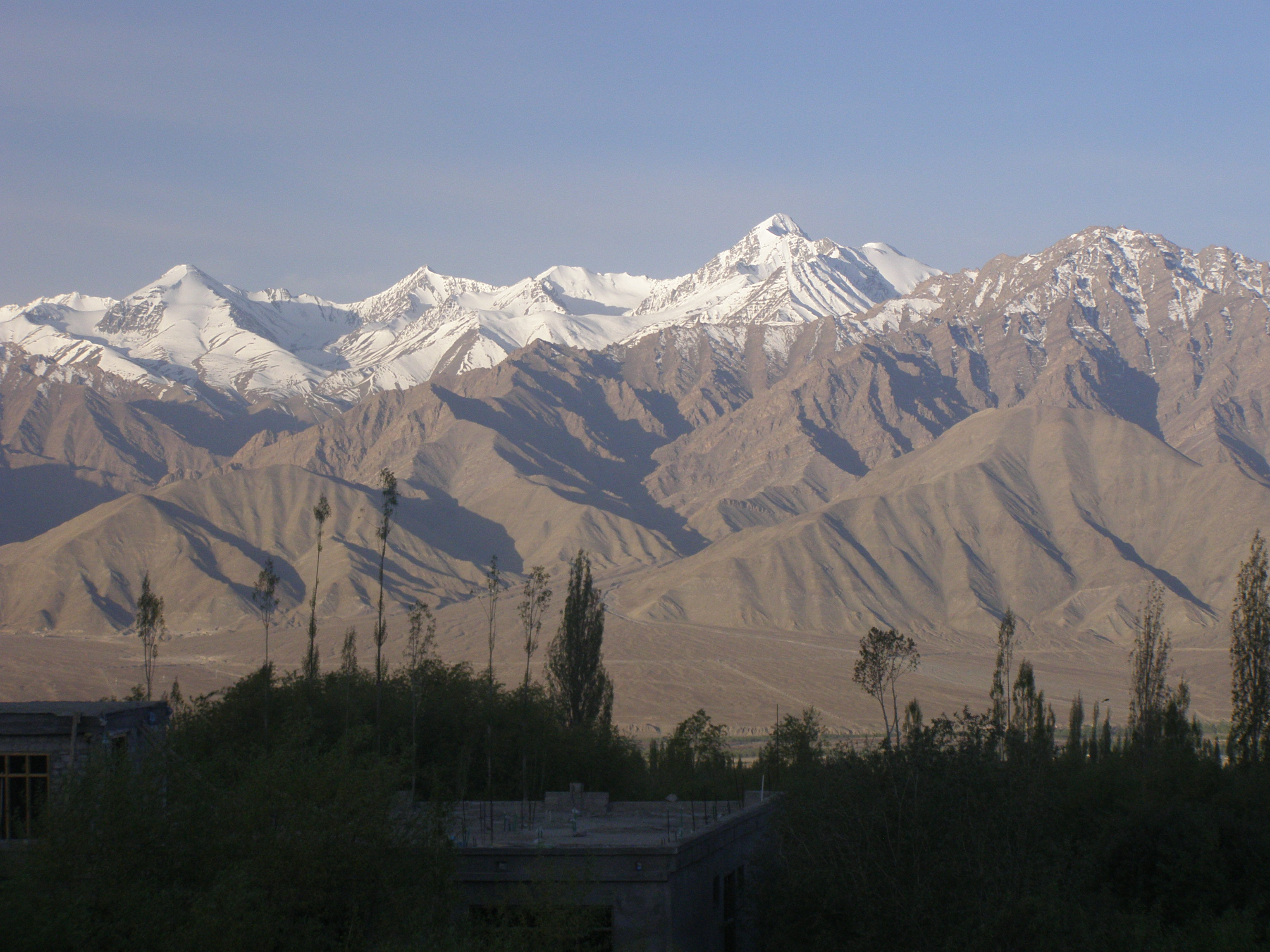
Сток-Кангрі (найвищий з піків), як його видно з Леха.

Перше успішне сходження на Сток було здійснено в 1951 р.
У пізньому липні-серпні, вершина гори, найчастіше, очищається від снігу, в цей час гора була сфотографована супутником для Google Earth33°59′11″ пн. ш. 77°26′32″ сх. д. / 33.98639° пн. ш. 77.44222° сх. д..
Найлегший і популярний шлях на гору йде від Стоку, уздовж Стокчу. У долині, особливо навколо села існували відмінні пасовища, але вони сильно постраждали в перший тиждень серпня 2006 р., коли в Ладакху сталася найсильніша повінь.
Перше офіційне зимове сходження було здійснено в березні/квітні 2002 р. командою біктонського коледжу, в якому брало участь три людини. Сніг був дуже глибоким і базовий табір розмістили в сусідній долині на льоду замерзлої річки.
Пік було оцінено як досить безпечний для сходження молодих команд, так, наприклад це дозволяє групам студентів здійснювати сходження на пік.